# Agesandro
Agesandro foi um escultor natural de Rodes.
Segundo Tobias Smollett, o grupo escultório que representa a morte de Laocoonte, chamado de grupo de Laocoonte, considerado, por Plínio, o Velho, o melhor trabalho jamais feito em mármore, foi obra de três escultores de Rodes, Agesandro, Polidoro e Atenodoro.
Segundo Fúlvio Ursini, citado por Smollett, o grupo encontrado nas termas de Tito não era o mesmo citado por Plínio, pois Plínio sugeriu que o grupo havia sido esculpido a partir de uma única pedra, porém o grupo apresenta junções, apesar destas estarem cuidadosamente ocultas.